# Xã Orlando, Quận Cheyenne, Kansas
Xã Orlando (tiếng Anh: Orlando Township) là một xã thuộc quận Cheyenne, tiểu bang Kansas, Hoa Kỳ. Năm 2010, dân số của xã này là 49 người.